# Marie-Joséphine de Comarieu de Montalembert
Pour les articles homonymes, voir Marie-Joséphine.
Pour les autres membres de la famille, voir Montalembert.
Marie-Joséphine de Comarieu, marquise de Montalembert, née à Bordeaux en 1760, morte à Paris le 24 juillet 1832 est une femme de lettres et salonnière française.

## Biographie
Première épouse en 1770 de Marc-René de Montalembert, maréchal de camp, savant et hommes lettres. Possédant un réel talent d’actrice de société, son mari avait composé pour elle quelques petites pièces qui eurent du succès grâce à son jeu. C’est peut-être de la marquise de Montalembert qu’il est question dans les Nuits de Paris et dans les mémoires de Rétif de la Bretonne, qui la rencontra chez Le Peletier de Morfontaine en 1785.
Durant la Révolution, elle passe en Angleterre. Abandonnée par son mari, et doit à la générosité d’une de ses sœurs de pouvoir subsister à Londres. Elle y publie, à compte d'auteur, un recueil de 6 sonates pour le clavecin ou le fortepiano en 1794. Son époux obtient le divorce et convole en secondes noces avec la fille de Claude "saigneur" Cadet.

## Réception du romanÉlise Duménil
Elle compose Élise Duménil, Paris, an 9, 6 vol. in-12. Un style pur, souvent harmonieux et quelquefois élevé, caractérise ce roman, qui offre beaucoup d’intérêt. Les situations touchantes y sont en grand nombre ; l’action est peu compliquée et le dénouement du plus grand effet.
Ce roman offre quelques détails intéressants sur l’Angleterre, et des observations sur les arts et les monuments, que l’auteur dit avoir tirés de l’essai sur les causes de la perfection de la sculpture antique, par L. de Gillier. Le fond du roman est vrai, à quelques circonstances près, et son exposition n’est pas sans intérêt ni sans mérite.

## Œuvres
- Élise Duménil, A. Dulau et Co., Londres, 1798, et Paris, Giguet et Michaud, 1801, 6 vol. in-12 avec fig. gravés par Bovinet ; tome I, 1800 (lire en ligne) ; tome II, 1800 (lire en ligne) ; tome IV, 1800 (lire en ligne) ; tome V, 1800 (lire en ligne).
- Horace ou le château des ombres, Paris, Maradan, 1822. 4 vol. in-12.
- Six Sonatas for the Harpsichord or Piano-Forte, (à compte d'auteur), Londres, avril 1794. Fac-similé sur IMSLP.

fac-similé sur